# 고바야
고바야(일본어: 小早)는 보통 노를 14∼30정 장비한 배로 세키부네의 일종이다. 크기가 작아 연락선이나 척후선 등에 주로 이용되었다.

## 같이 보기
- 아타케부네
- 세키부네
- 판옥선
- 거북선